# چکاوک جنگلی هورسفیلد
چکاوک جنگلی هورسفیلد (نام علمی: Mirafra javanica) نام یک گونه از سرده جل‌ها است.